# Yangban

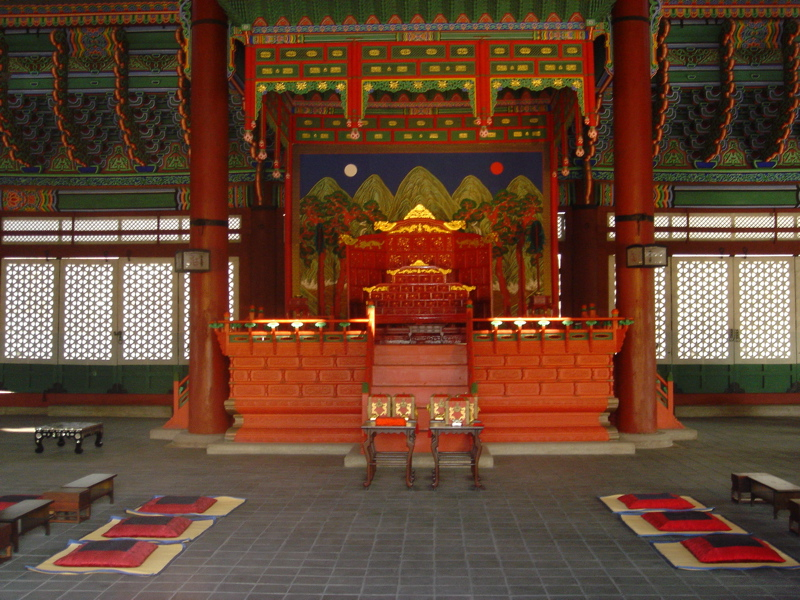
Thron in Gyeongbokgung

Yangban bzw. Ryangban war die Oberschicht im Korea der Goryeo- und der Joseon-Dynastie. „Yangban“ bedeutet wörtlich beide Gruppen. Wie das Wort zu einem sozial-politischen Begriff „Oberschicht“ geworden ist, lässt sich folgendermaßen erklären:
Korea war während seines Bestehens zumeist eine Monarchie. Es gab im traditionellen Korea zwei Beamtenschaften: die eine war für die Verwaltung des Staates zuständig, die andere für die Angelegenheiten des Militärs. Da die Staatsverwaltung mit Gesetzen, Verträgen und Schriften zu tun hatte, wurden Verwaltungsbeamte als „Mun-gwan“ (kor. 문관, 文官, wörtlich Beamte der Schriften) bezeichnet, während man die Militärbeamten „Mu-gwan“ (무관, 武官, Beamte der Waffen) nannte. Diese Aufteilung des Beamtenwesens wurde in der Goryeo-Dynastie festgeschrieben.
Bei Besprechungen über Staatsangelegenheiten saß der König in der Mitte, auf der linken Seite von ihm standen die Verwaltungsbeamten und auf der rechten die Militärbeamten. Die linke Seite des Königs wies nach Osten, die rechte nach Westen. So wurden die Mun-gwan gelegentlich „Dongban“ (동반, östliche Gruppe) genannt, während die Mu-gwan als „Seoban“ (서반, westliche Gruppe) bezeichnet wurde. Diese beiden Gruppen, zusammen „Yangban“  bezeichnet, nahmen naturgemäß führende Stellungen sowohl im Staat als auch in der Gesellschaft ein, so dass sie von der Goryeo- bis zur Joseon-Dynastie die herrschende Klasse im Reich bildeten.
Theoretisch waren beide Gruppen gleichwertig, in der Praxis jedoch waren die zivilen Mungwan mit ihrer konfuzianischen Bildung höher geachtet, was zu Rivalitäten zwischen den beiden Gruppen führte.